# J.P. Crawford
John Paul Crawford (Long Beach, California, 11 de enero de 1995), más conocido como J.P. Crawford, es un jugador profesional estadounidense de béisbol que se desempeña en la posición de campocorto en Seattle Mariners, equipo de las Grandes Ligas de Béisbol (MLB). Logró obtener un Guante de Oro.

## Carrera
Crawford jugó como profesional dos temporadas en Philadelphia Phillies (2017-2018), después pasó a Seattle Mariners, donde lleva jugando seis temporadas.

## Premios
Fue galardonado con el Guante de Oro en una oportunidad (2020).